# Master of Public Health
Master of Public Health bzw. Master of Sciences Public Health (kurz: MPH bzw. MSc Public Health) ist ein interdisziplinäres Aufbaustudium im Bereich Gesundheitswissenschaften. Während viele Studiengänge in Deutschland sich auf Epidemiologie fokussieren (Abschluss: Master of Science Epidemiology, MSc), sind z. B. einige US-amerikanische MPH-Programme breiter angelegt.

## Studieninhalte
Studieninhalte variieren, typische Studieninhalte sind:
- Epidemiologie
- Gesundheitsförderung
- Gesundheitsökonomie
- Medizinische Statistik
- Prävention
- Projektmanagement
- Studiendesign und -durchführung, z. B. Schreiben von Forschungsanträgen
- Surveillance
- Umweltmedizin, Arbeitsmedizin
- Wissenschaftliches Arbeiten (z. B. Systematische Literaturrecherche, wissenschaftliches Publizieren)

Die Studiengänge schließen in der Regel mit einer Masterarbeit ab.
Einige Studiengänge ermöglichen es, einen Doctor of Public Health (DPH, bzw. in einigen Institutionen Doctor of Philosophy, PhD,  oder Doctor of Science, ScD) zu erwerben.

## Voraussetzungen
Public-Health-Master-Studiengänge setzen meist ein Studium (in der Regel mindestens Bachelor) in Medizin, Zahnmedizin, Veterinärmedizin, Psychologie, Pflegewissenschaften oder einem anderen relevanten Fach voraus.

## Verwandte Studiengänge
Verwandte Studiengänge sind Master of Health Sciences (MHS), Master of Epidemiology (MSc) und Master of Biostatistics (MSc).
Weitere verwandte Studiengänge sind Master Gesundheitskommunikation (MSc), Master of Health Administration (MHA) bzw. Master of Health Care Administration (MHA), Masters of Health Services Administration (MHSA), Master of Occupational Health (MOH) und Master of Environmental Health (MEH). Ebenso gibt es Überschneidungen mit Master of Business Administration (MBA)- und Master of Public Administration (MPA)-Programmen.

## Alternativen zum Vollzeitstudium
Neben den klassischen Vollzeitprogrammen bieten einige Public Health Schools sogenannte Executive Education an. Hier wird – analog zu den EMBA-Programmen – eine ältere (und auch zahlungskräftigere) Zielgruppe beworben, die in kürzeren Blöcken – und teilweise im Fernstudium – intensiver und schneller studieren möchte. Eine andere Variante ist das Fernstudium, heute meist über das Internet, teilweise auch in Kombination mit Präsenzblöcken.